# Khalid al-Rashaid
Khalid al-Reshaid, né le 3 août 1974, est un footballeur international saoudien, évoluant au poste de milieu de terrain.

## Carrière
Al-Reshaid intègre la sélection saoudienne des moins de 20 ans. Il participe à la Coupe du monde des moins de 20 ans 1993 et est titulaire lors des trois matchs des phases de groupes. Néanmoins, ils sont éliminés dès le premier tour.
En 1996, il est sélectionné pour les Jeux olympiques d'été de 1996 où il évolue toujours à un poste de titulaire. Quelques mois plus tard, il fait partie de l'équipe A de l'Arabie saoudite pour la Coupe d'Asie des nations 1996. Néanmoins, il ne dispute qu'un match, face à l'Iran où il est titularisé avant d'être remplacé à la mi-temps. Les saoudiens remportent la compétition.